# 愛のはじまり
『愛のはじまり』（原題：La Repentie/ 英題：The Repentant）はレティシア・マッソン監督が2002年に製作したフランス映画。

## キャスト
- イザベル・アジャーニ
- サミー・フレー
- サミー・ナセリ
- オーロール・クレマン
- カトリーヌ・ムシェ
- マリア・シュナイダー
- イジルド・ル・ベスコ
- ジャック・ボナフェ
- ジャン＝フランソワ・ステヴナン

## スタッフ
- 監督：レティシア・マッソン
- 脚本：レティシア・マッソン
- 音楽：ジョスリン・プーク
- 撮影： ジョルジュ・デアン、アントワーヌ・エベルレ